# Peter Hellbom
Peter Anders Hellbom, född 5 maj 1941 i Oscars församling, Stockholm, död 5 oktober 2011 i  Stockholms domkyrkoförsamling, Stockholm
, var en svensk skulptör. 
Peter Hellbom studerade vid Konstfackskolan i Stockholm 1960–1962 och 1964–1966. Åren 1966–1970 studerade han skulptur vid Kungliga Konsthögskolan i Stockholm. År 1971 anställdes han som adjunkt i träverkstaden på  Konsthögskolan och i början av 1980-talet som lektor på datoravdelningen. År 1991 blev han ansvarig för datoravdelningen och 1997 adjungerad professor fram till pensioneringen 2005. 
Hellboms skulpturer kom med åren att utmynna i en enda form, ett människohuvud, som en allmängiltig symbol för människan.

## Verk i urval
- "Harmoni", huvud i rostfritt syrafast stål på grå bohusgranit, Billströmska Folkhögskolan[5],  Tjörn, 2004.
- "Huvud", 3,5 meter hög skulptur i rostfritt stål, Vrinnevisjukhuset[6], Norrköping, 1987.
- "The Flying Head", 25 meter hög varmluftsballong i form av ett huvud, som vit som ett moln majestätiskt svävande högt i skyn, 1985.
- "Isskulpturer", 2 1/2 meter hög vägg med huvuden i snö och is på Skeppsholmen, Stockholm, som långsamt fick smälta bort, 1982.
- "Blyhuvuden", 1985 miniskulpturer i bly, 5 centimeter höga och 1/2 kilo tunga.
- "Språkhuvud", cirka en meter hög skulptur i stilmetall från ett dåtida tidningssätteri, (Aftonbladet[7], Stockholm), 1979.
- "Ansiktet", 3 meter hög skulptur i rostfritt stål (FOI, Försvarets Forskningsinstitut[8], Linköping), 1979.
- "Ruinhuvud", en halv meter hög skulptur i aluminium, 1975.
- "Havet", skolgård i Uddevalla, färgad betong, 1970-tal.

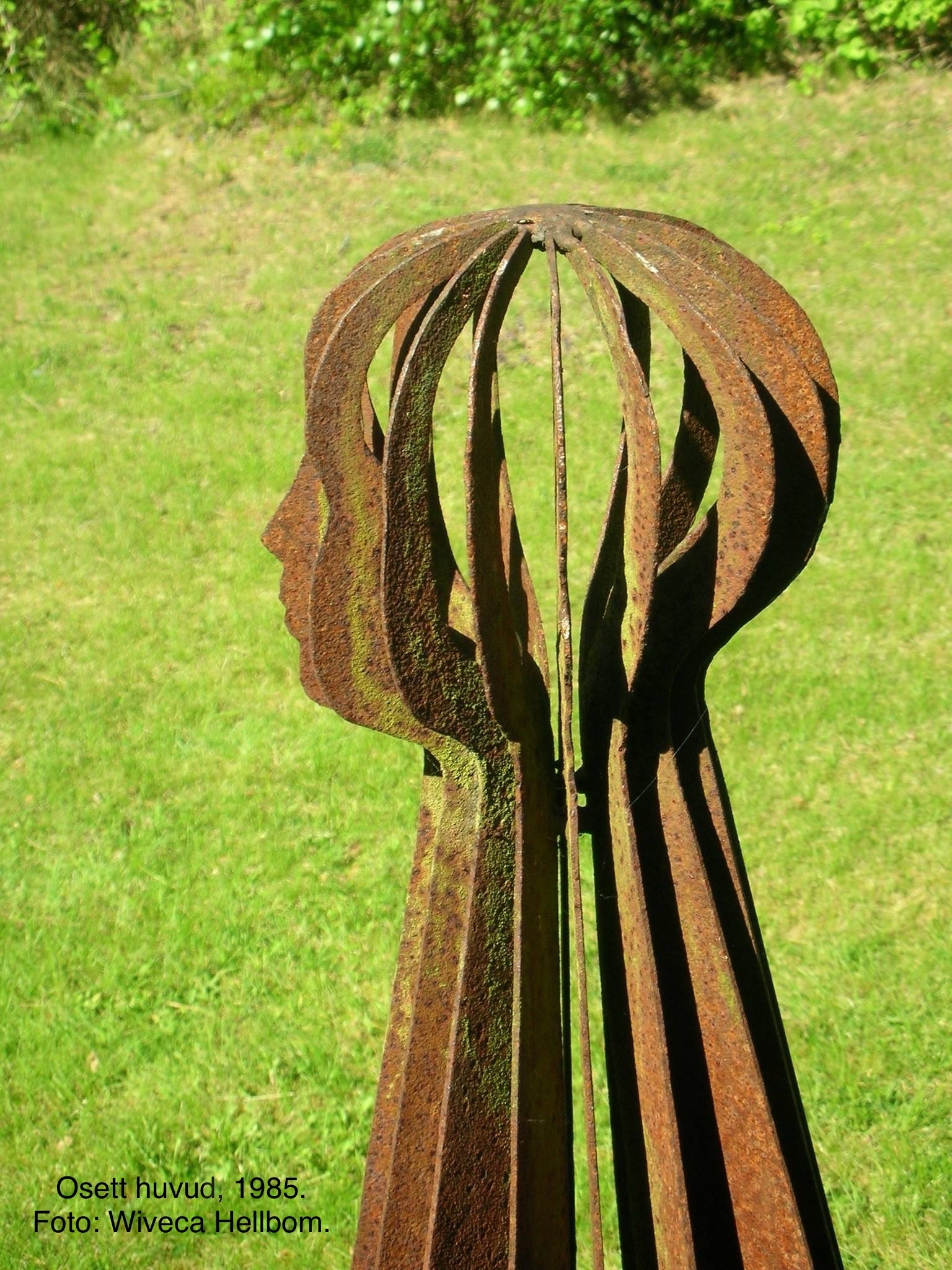
Skulptur Osett huvud

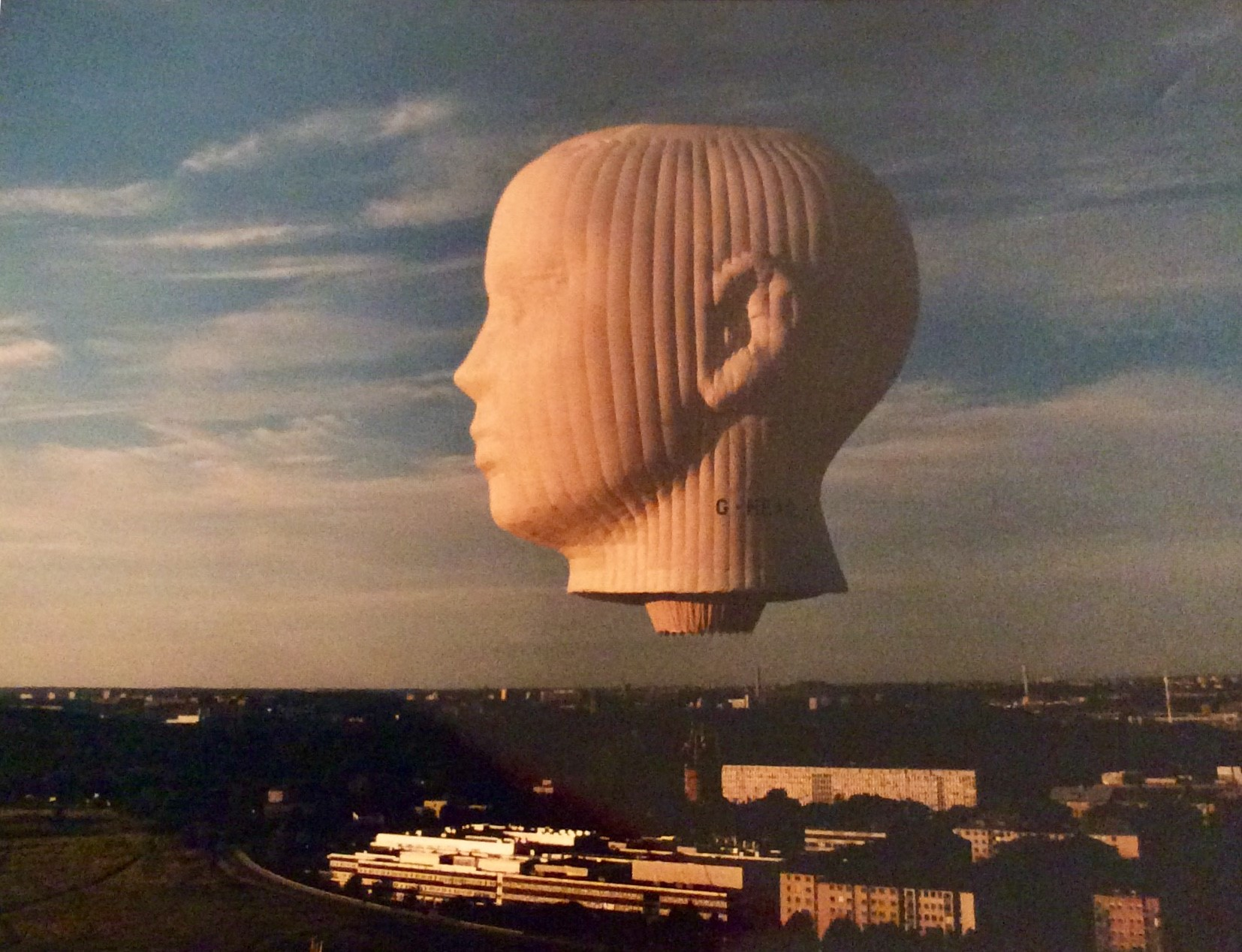
Skulptur The flying head 1985

[[
]]

## Galleri

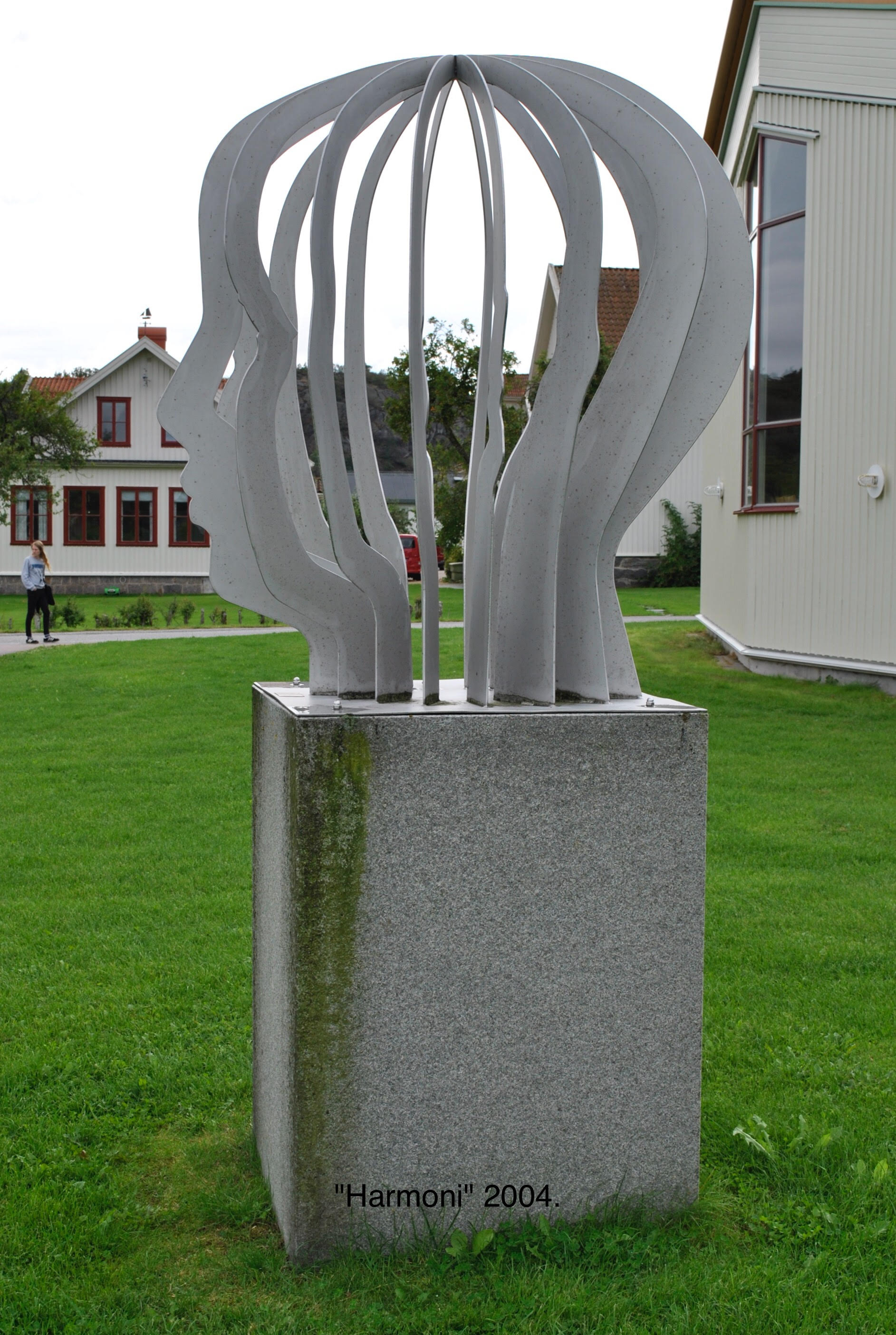
"Harmoni"
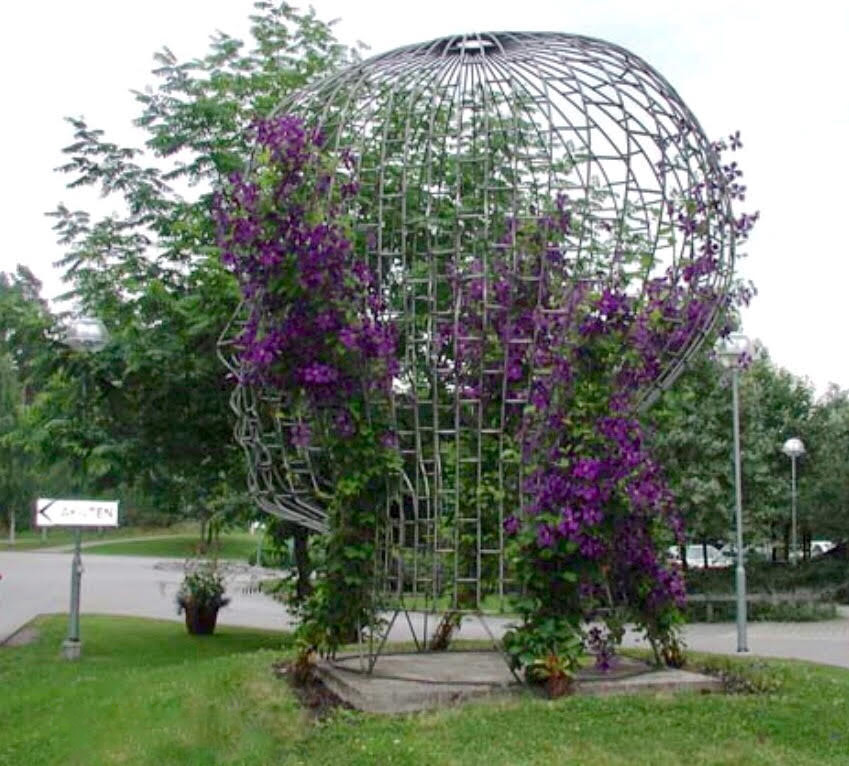
Skulptur, Vrinnevisjukhuset, Norrköping
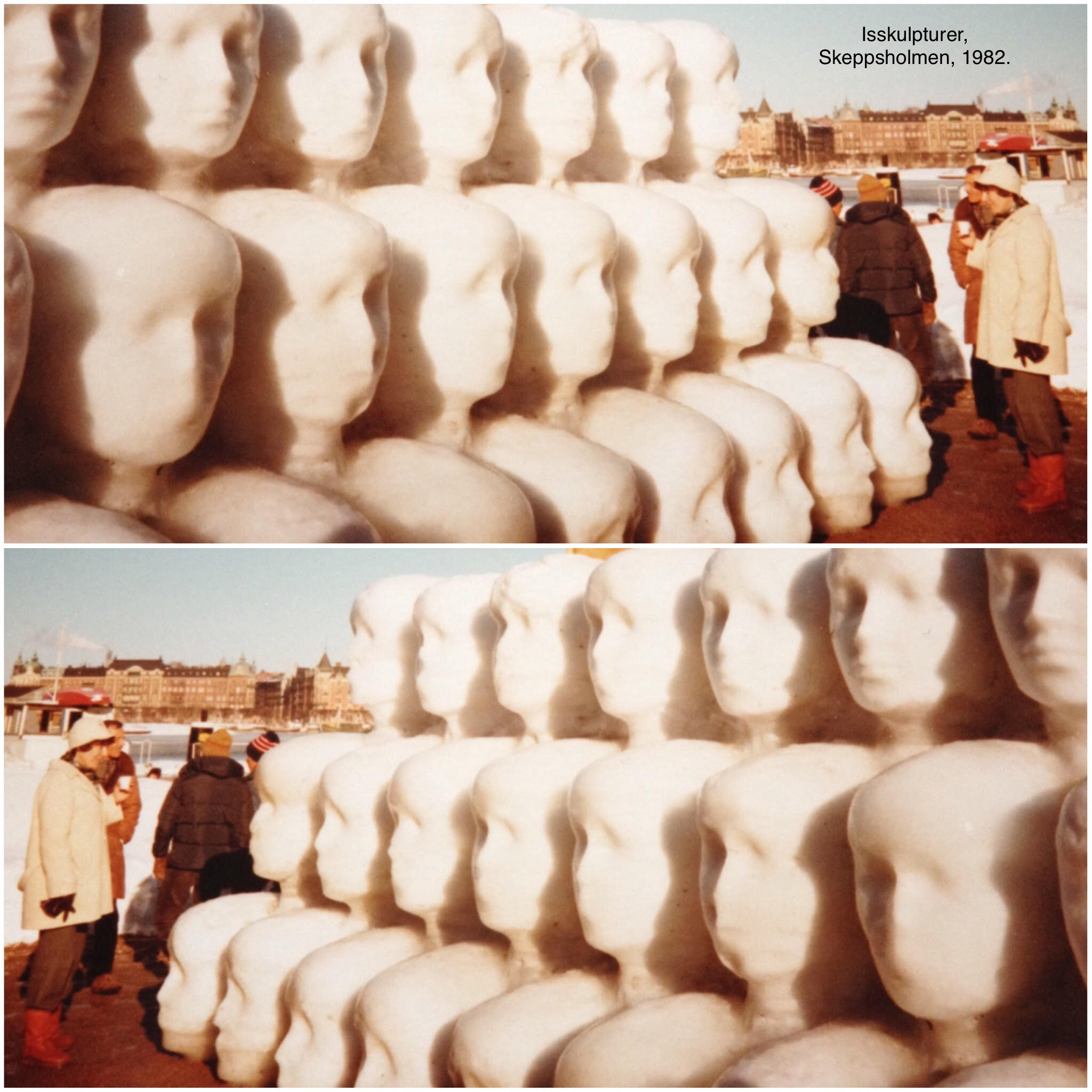
Utställning i Stockholm 1982
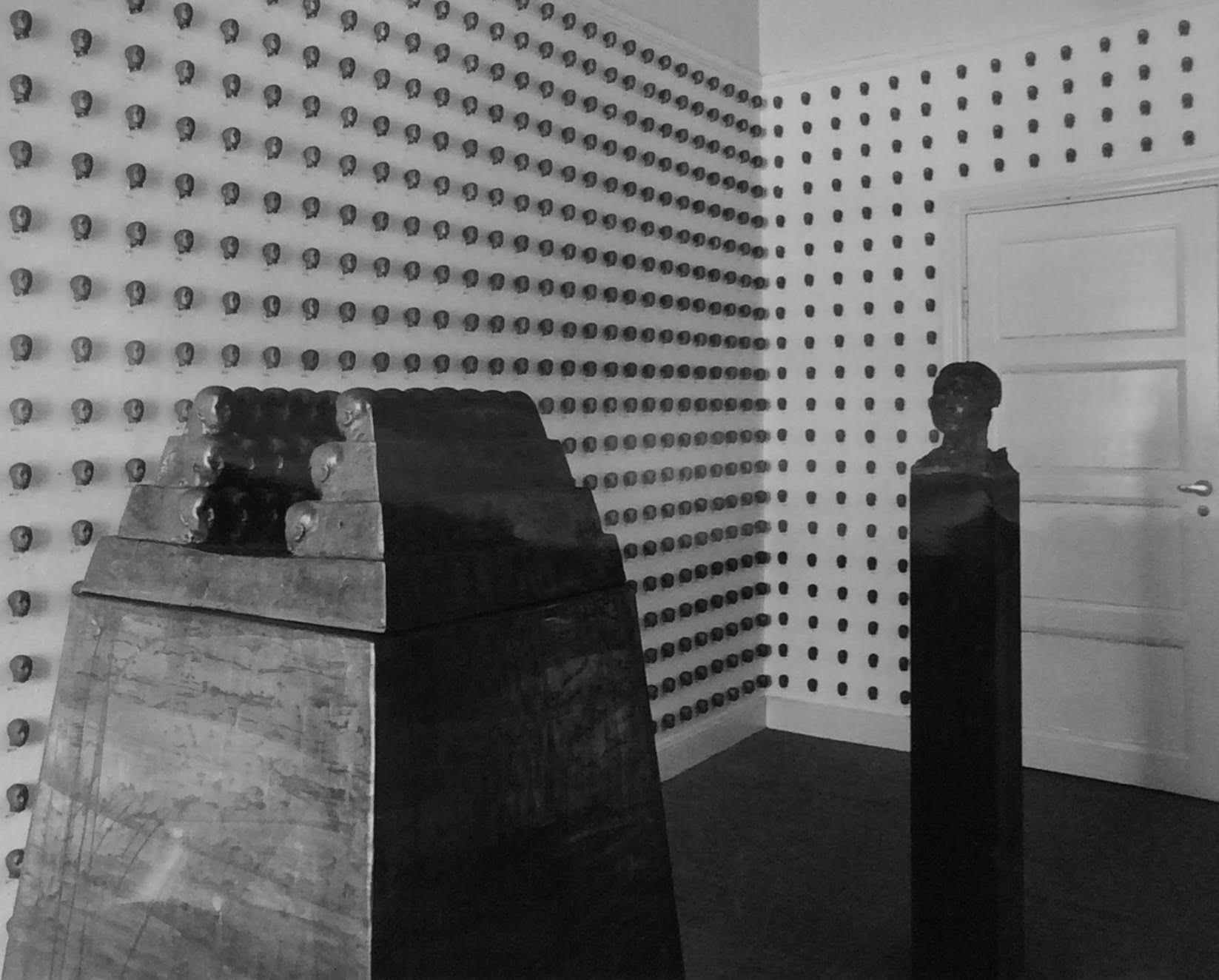
"Blyhuvuden", del av utställning på Galleri Engström i Stockholm 1985
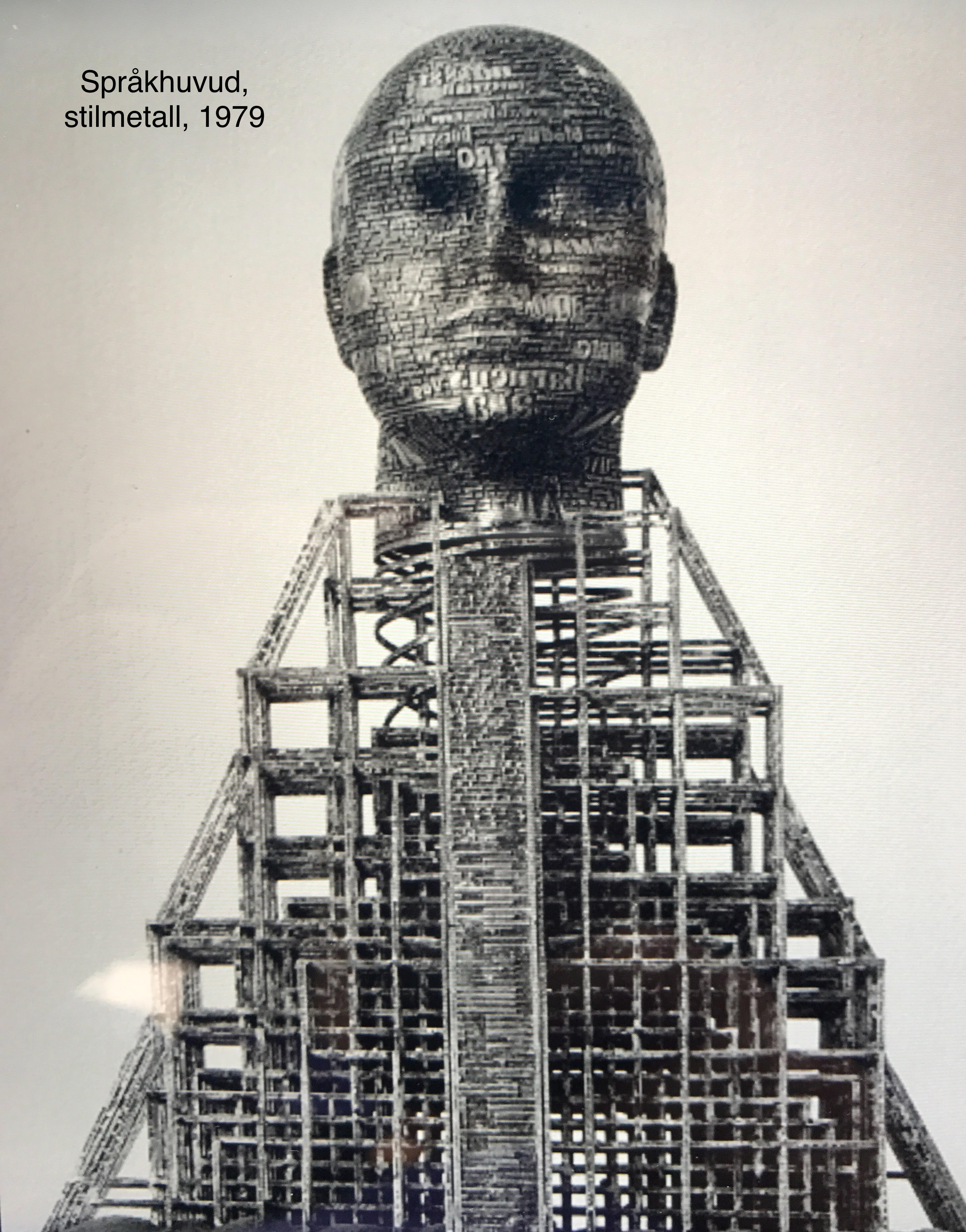
Skulptur, ägare Aftonbladet
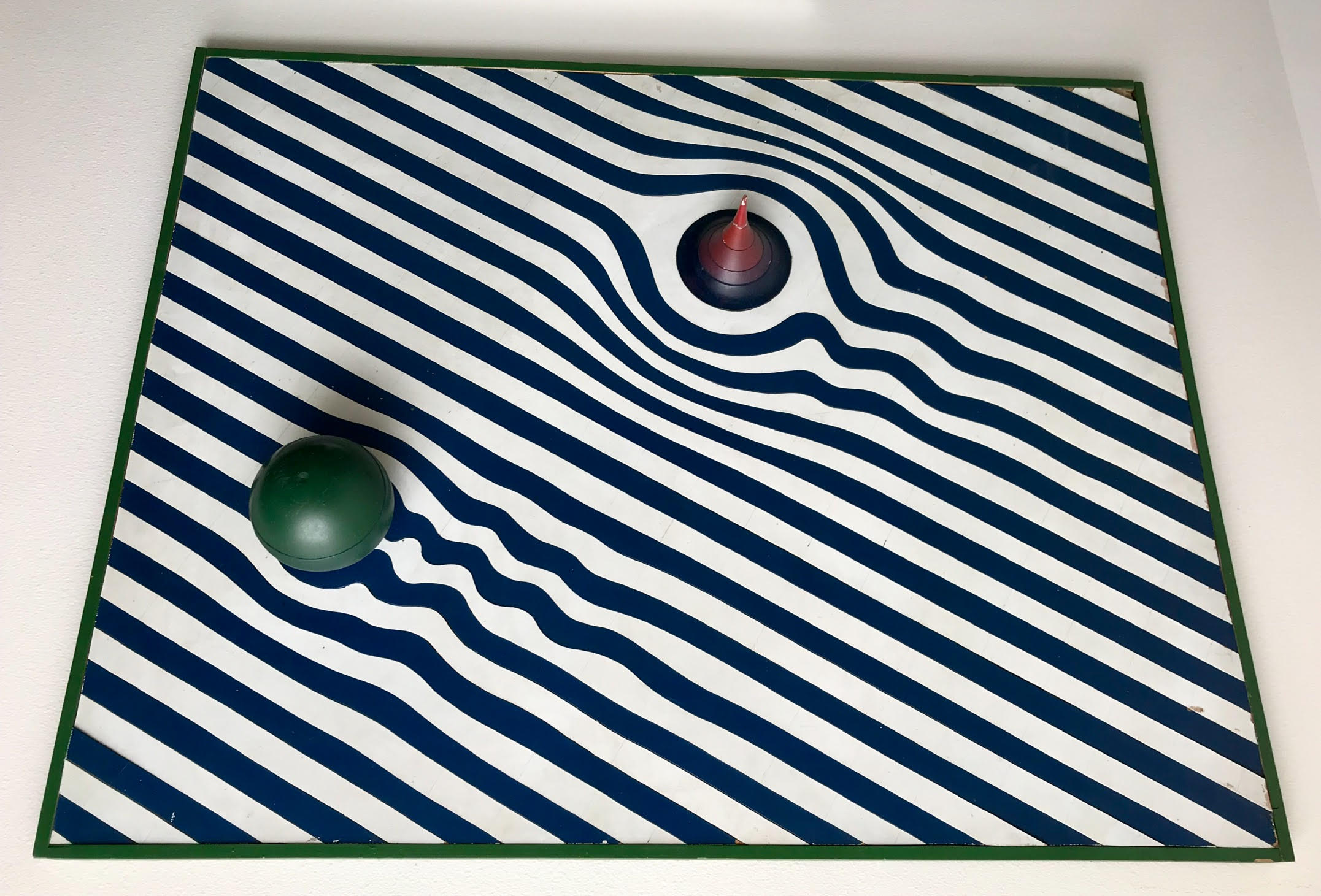
Skolgård i Uddevalla
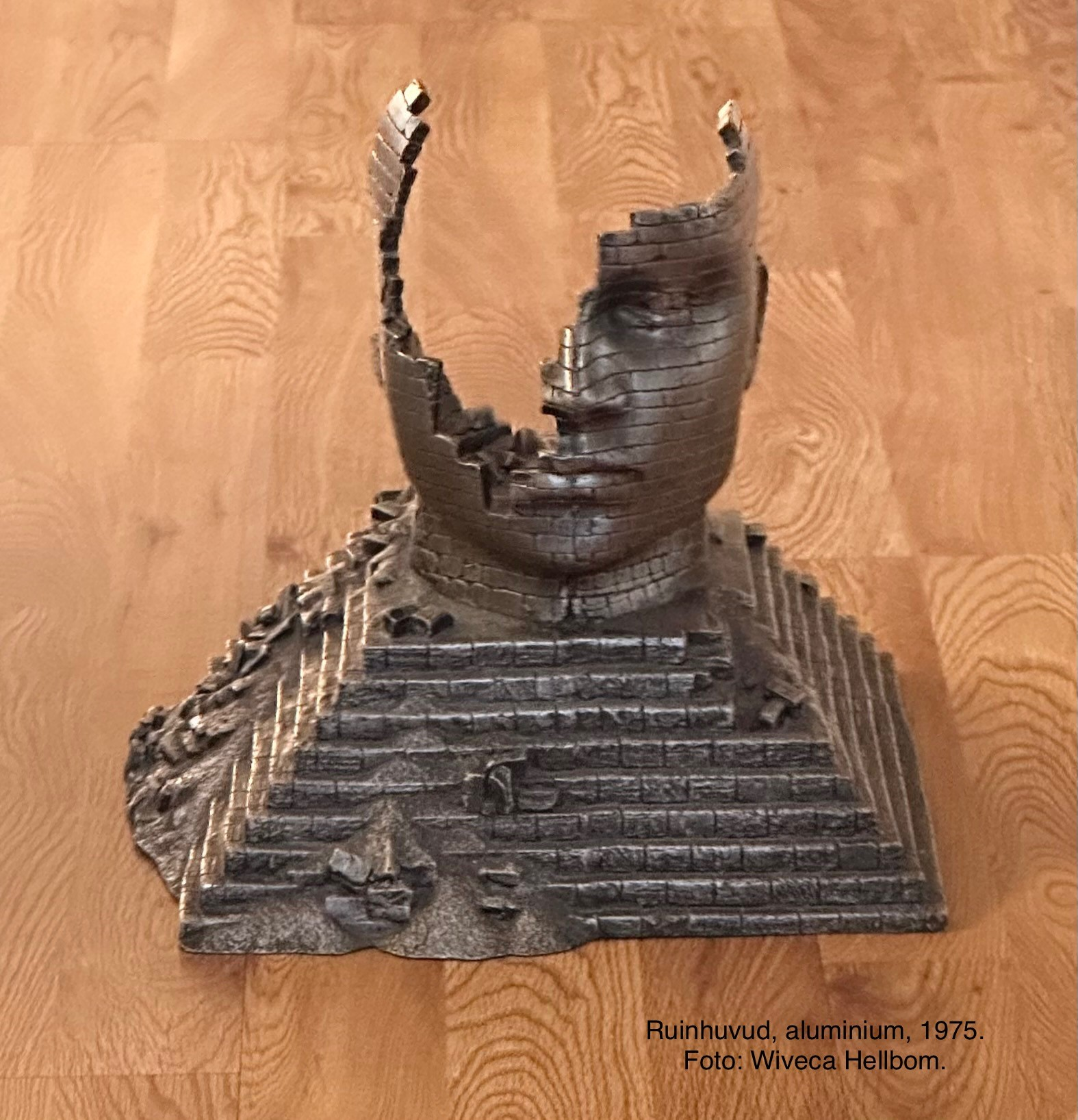
Ruinhuvud, 1985
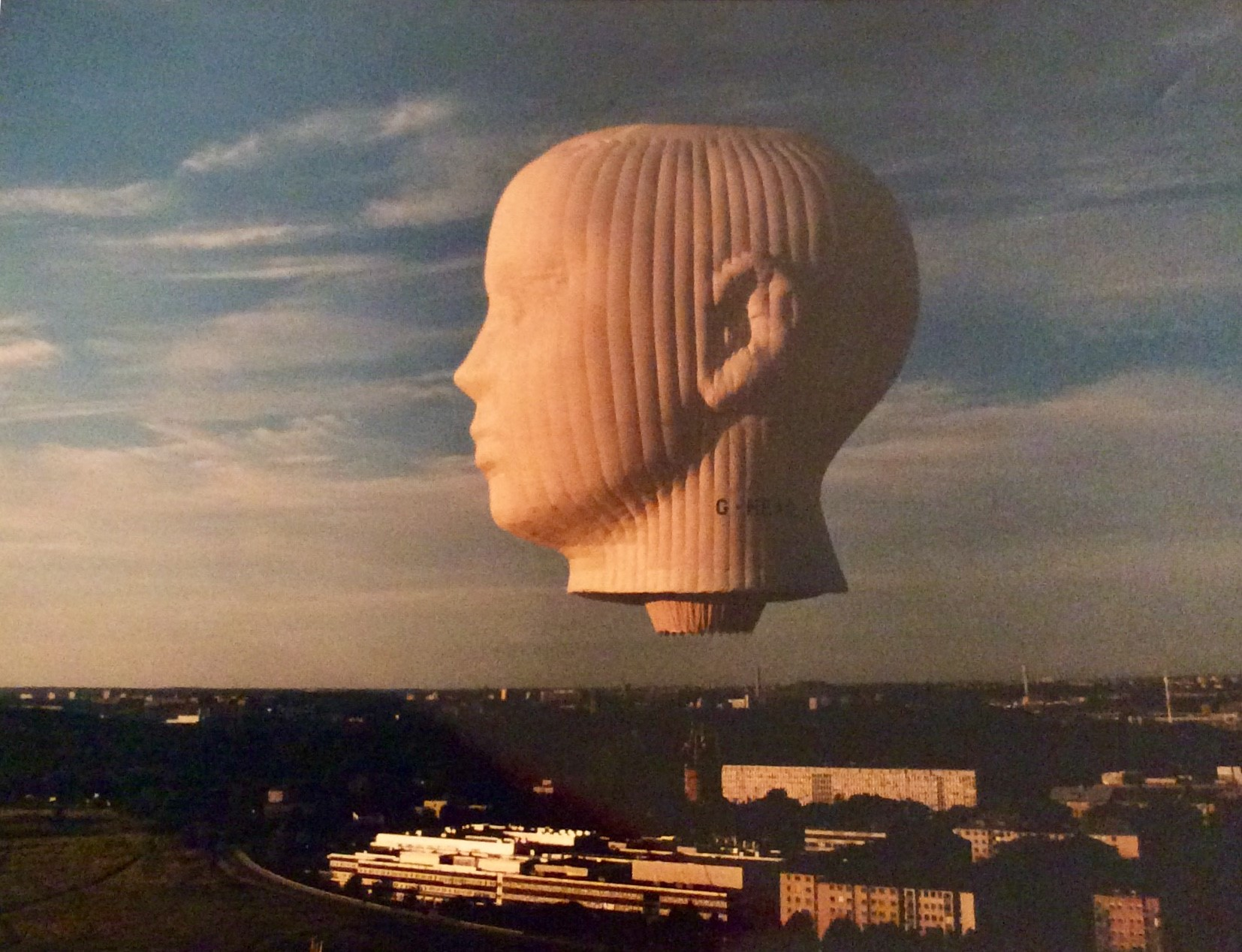
The flying head, 1985
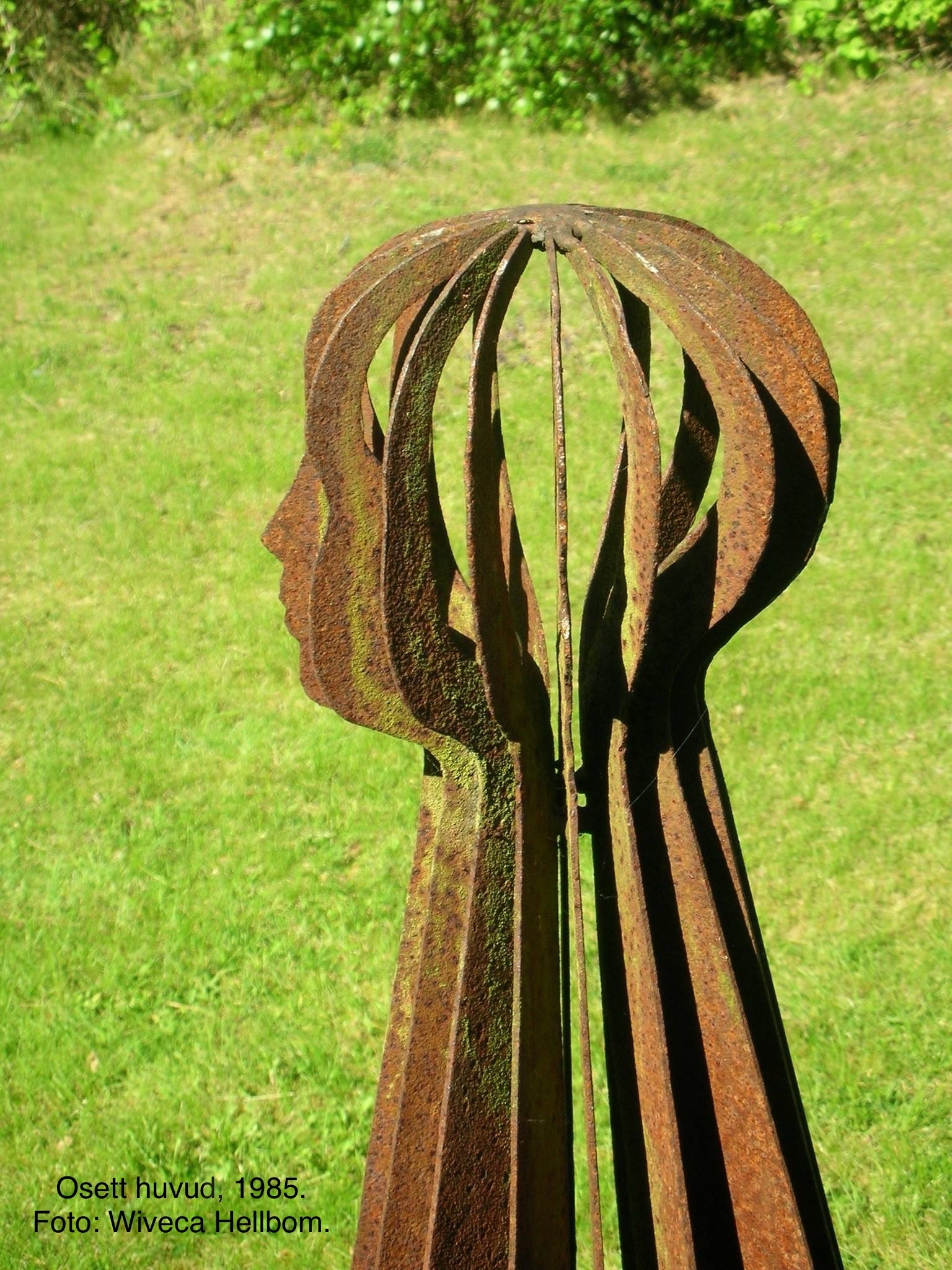
Osett huvud, 1975